# الوینگتون (یورک)
الوینگتون (به انگلیسی: Elvington) یک روستا و محله مدنی در بریتانیا است که در City of York واقع شده‌است. الوینگتون ۱٬۲۳۹ نفر جمعیت دارد.